# Diego Penny
Diego Alonso Roberto Penny Valdez (né le 22 avril 1984 à Lima au Pérou) est un footballeur péruvien qui joue au poste de gardien de but.

## Carrière

### En club
Avec près de 200 matchs joués avec le Coronel Bolognesi (182 matchs en D1 péruvienne, huit en Copa Sudamericana et cinq en Copa Libertadores), club où il commence sa carrière en 2004, Diego Penny signe pour le club anglais de Burnley FC le 27 juin 2008. Il y fait ses débuts lors d'un match perdu 4-1 face à Sheffield Wednesday. Par la suite, il devient le gardien remplaçant, derrière le titulaire Brian Jensen.
Il revient au Pérou en 2010 et joue pour le Juan Aurich. Il y remporte son premier championnat du Pérou en 2011. Il s'engage ensuite au Sporting Cristal – où il s'est formé – et remporte deux autres championnats en 2014 et 2016.
Après un passage par le FBC Melgar entre 2017 et 2018, il recale à l'Universidad San Martín de Porres en 2019. Il devient l'un des piliers de ce dernier club et y reste jusqu'à sa relégation en D2 en 2021.

### En équipe nationale
International péruvien de 2006 à 2016, Diego Penny joue 17 matchs en équipe nationale (23 buts encaissés). Il fait partie du groupe de joueurs convoqués aux Copa América de 2015 au Chili (où son pays se hisse à la 3e place) et 2016 aux États-Unis (élimination en quarts de finale). Il ne joue cependant aucune rencontre dans ces deux tournois.

## Palmarès
| Juan Aurich - Championnat du Pérou (1) : - Champion : 2011. |  | Sporting Cristal - Championnat du Pérou (2) : - Champion : 2014 et 2016. |